# Ignacio Andrade
Pour les articles homonymes, voir Andrade.
 (novembre 2016).
Si vous disposez d'ouvrages ou d'articles de référence ou si vous connaissez des sites web de qualité traitant du thème abordé ici, merci de compléter l'article en donnant les références utiles à sa vérifiabilité et en les liant à la section « Notes et références ».
Ignacio Andrade est un militaire et homme d'État vénézuélien, né à Mérida (État de Mérida) le 31 juillet 1839 et mort à Macuto (État de La Guaira) le 17 février 1925. Il est le 25e président du Venezuela du 28 février 1898 au 20 octobre 1899.

## Carrière
Avant son mandat présidentiel comme après, Ignacio Andrade exerce de nombreuses fonctions : Outre ses mandats de député, de sénateur et de président d'État, il est plusieurs fois ministres : 
- Président de l'État de Falcón de 1883 à 1885 ;
- Sénateur au Congrès de la République pour l'État de Falcón en 1886 ;
- Gouverneur du District fédéral en 1892 ;
- Ministre de l’Éducation en 1893 ;
- Député au Congrès de la République pour l'État de Miranda en 1893 ;
- Ministre des Œuvres publiques en 1893 ;
- Président de l'État de Miranda en 1897 ;
- Ministre des Affaires étrangères de 1916 à 1917 ;
- Ministre de l'Intérieur de 1917 à 1922.

## Sources
- (es) Cet article est partiellement ou en totalité issu de l’article de Wikipédia en espagnol intitulé « Ignacio Andrade » (voir la liste des auteurs).